# Ansiedad
La ansiedad (del latín anxietas, ‘angustia, aflicción’) es un mecanismo de defensa natural del organismo frente a estímulos externos o internos que son percibidos por el individuo como amenazantes o peligrosos, y se acompaña de un sentimiento desagradable o de síntomas somáticos de tensión. Se trata de una señal de alerta que advierte sobre un peligro inminente y permite a la persona que adopte las medidas necesarias para enfrentarse a una amenaza. El estrés generado por la ansiedad se caracteriza por deberse a una situación repentina que carece de estímulos, a diferencia del estrés derivado de un examen el cual es un estrés normal, el problema surge cuando el estrés provocado por la ansiedad se activa en situaciones no amenazantes para la persona. Un cuadro inusual, patológico de ansiedad se conoce como trastorno de ansiedad.
Aparte de tomar las medidas necesarias para prepararse ante una amenaza, la ansiedad también conlleva un componente psíquico que provoca distintos estados en el cuerpo humano, ya sea angustia, taquicardia, fatiga, etc.
La ansiedad adaptativa o no patológica es una sensación o un estado emocional normal ante determinadas situaciones y constituye una respuesta habitual a diferentes situaciones cotidianas estresantes. Por lo tanto, cierto grado de ansiedad es incluso deseable para el manejo normal de las exigencias o demandas del medio ambiente. Únicamente cuando sobrepasa cierta intensidad —desequilibrio de los sistemas de respuesta normal de ansiedad— o se supera la capacidad adaptativa entre el individuo y el medio ambiente, es cuando la ansiedad se convierte en patológica, la cual se puede definir como una respuesta desproporcionada en intensidad y duración que pone en marcha los mecanismos fisiológicos de alerta y defensa, provocando un malestar significativo, con síntomas físicos, psicológicos y conductuales, la mayoría de las veces muy inespecíficos.
Una amplia gama de enfermedades médicas puede producir síntomas de ansiedad. Para aclarar si estos son la consecuencia fisiológica directa de una enfermedad médica, se evalúan los datos de la historia clínica, la exploración física, las pruebas de laboratorio y los estudios complementarios, necesarios en función de los síntomas del paciente. Presentar altos niveles de neuroticismo aumenta el riesgo de desarrollar síntomas de ansiedad.

## Descripción general
La ansiedad es un estado emocional que surge cuando una persona se siente en peligro, sea real o imaginaria la amenaza. Es una respuesta normal o adaptativa, que prepara al cuerpo para reaccionar ante una situación de emergencia. Es una inclinación de temor o miedo sobre lo que está por venir. El día principal de clases, ir a una reunión de empleo, o dar un discurso puede hacer que la gran mayoría se sienta asustada y ansiosa. Por lo tanto, tiene una función muy importante relacionada con la supervivencia, junto con el miedo, la ira, la tristeza o la felicidad. Para preservar su integridad física ante amenazas, el ser humano  ha tenido que poner en marcha respuestas eficaces y adaptativas durante millones de años: la reacción de lucha o huida.
Ante una situación de alerta, el organismo pone a funcionar el sistema adrenérgico. Por ejemplo, cuando el organismo considera necesario alimentarse, este sistema entra en funcionamiento y libera señales de alerta a todo el sistema nervioso central. Cuando se detecta una fuente de alimento para la cual se requiere actividad física, se disparan los mecanismos que liberan adrenalina, y se fuerza a todo el organismo a aportar energías de reserva para la consecución de una fuente energética muy superior a la que se está invirtiendo para conseguirla y que normalizará los valores que han disparado esa "alerta amarilla". En esos momentos el organismo, gracias a la adrenalina, pasa a un estado de "alerta roja".
El sistema dopaminérgico también se activa cuando el organismo considera que va a perder un bien preciado. En esta situación, el organismo entra en alerta amarilla ante la posibilidad de la existencia de una amenaza, que no es lo mismo que cuando la amenaza pasa a ser real, pues en ese caso lo que se libera es adrenalina.
Desde este punto de vista, la ansiedad se considera una señal positiva, de salud, que ayuda en la vida cotidiana, siempre que sea una reacción frente a determinadas situaciones que tengan su cadena de sucesos de forma correlativa: alerta amarilla, alerta roja y consecución del objetivo. Si la cadena se rompe en algún momento y esas situaciones se presentan con ansiedad, entonces el organismo corre el riesgo de intoxicarse por dopaminas o por otras catecolaminas. Esas situaciones ayudan al organismo a resolver peligros o problemas puntuales de la vida cotidiana.

## Ansiedad patológica
En las sociedades avanzadas modernas, esta característica innata del ser humano se ha desarrollado de forma patológica y conforma, en algunos casos, cuadros sintomáticos que constituyen los denominados trastornos de ansiedad , que tiene consecuencias negativas y muy desagradables para quienes lo padecen. Entre los trastornos de ansiedad se encuentran las fobias, el trastorno obsesivo-compulsivo, el trastorno de pánico, la agorafobia, el trastorno por estrés postraumático, el trastorno de ansiedad generalizada, el trastorno de ansiedad social, etc. El miedo escénico es una forma de ansiedad social, que se manifiesta frente a grupos y ante la inminencia de tener que expresarse en público o por efecto de imaginar dicha acción. En el caso del trastorno de ansiedad generalizada, la ansiedad patológica se vive como una sensación difusa de angustia o miedo y deseo de huir, sin que quien lo sufre pueda identificar claramente el peligro o la causa de este sentimiento. Esta ansiedad patológica es resultado de los problemas de diversos tipos a los que se enfrenta la persona en su vida cotidiana, y sobre todo de sus ideas interiorizadas acerca de sus problemas.
No se conocen totalmente las causas de los trastornos de ansiedad, pero se sabe que la interacción de múltiples determinantes favorece su aparición. Se conoce la implicación tanto de factores biológicos como ambientales y psicosociales. Además, es muy común la comorbilidad con otros trastornos mentales, como los trastornos del estado de ánimo.
Entre los factores biológicos, se han encontrado alteraciones en los sistemas neurobiológicos gabaérgicos y serotoninérgicos; anomalías estructurales en el sistema límbico (córtex paralímbico), que es una de las regiones más afectadas del cerebro; ciertas alteraciones físicas; una mayor frecuencia de uso o retirada de medicinas, alcohol, drogas o sedantes y otras sustancias; y cierta predisposición genética.
Entre los factores ambientales, se ha encontrado la influencia de ciertos estresores ambientales, una mayor hipersensibilidad y una respuesta aprendida. Los factores psicosociales de riesgo son las situaciones de estrés, las experiencias que amenazan la vida, el ambiente familiar y las preocupaciones excesivas por asuntos cotidianos. Determinadas características de la personalidad pueden ser factores predisponentes.

### Diferencia entre ansiedad normal y patológica
La ansiedad normal es adaptativa y permite a la persona responder al estímulo de forma adecuada, por lo que es necesaria para la supervivencia. Se presenta ante estímulos reales o potenciales (no imaginarios o inexistentes). La reacción es proporcional cualitativa y cuantitativamente, en tiempo, duración e intensidad.
La ansiedad se considera patológica cuando el estímulo supera la capacidad de adaptación de respuesta del organismo y aparece una respuesta no adaptativa, intensa y desproporcionada, que interfiere con el funcionamiento cotidiano y disminuye el rendimiento. Se acompaña de una sensación desagradable y
desmotivadora, síntomas físicos y psicológicos, y persiste más allá de los motivos que la han
desencadenado. La ansiedad patológica presenta las siguientes características: se manifiesta intensamente, se prolonga y mantiene en el tiempo más de lo debido, aparece de forma espontánea sin un estímulo desencadenante (de manera endógena), surge ante estímulos que no debieran generar la respuesta de ansiedad y se presenta una respuesta inadecuada respecto al estímulo que lo suscita.
El límite entre la ansiedad normal y la ansiedad patológica no es fácil de definir y puede variar entre los individuos en función de los rasgos de personalidad o, sobre todo, en función de lo que se ha descrito como un "estilo cognitivo propenso a la ansiedad". Los criterios diagnósticos del Manual diagnóstico y estadístico de los trastornos mentales, ediciones cuarta y quinta (DSM-IV y DSM-5, respectivamente), señalan que la ansiedad debe considerarse patológica cuando "La ansiedad, la preocupación o los síntomas físicos provocan malestar clínicamente significativo o deterioro social, laboral o de otras áreas importantes de la actividad." Es útil distinguir entre la ansiedad "estado", que es episódica y transitoria, y la ansiedad "rasgo", que es persistente y puede reflejar una personalidad "propensa a la ansiedad".
Si una persona reacciona en alguna ocasión con altos niveles de ansiedad ante una situación, ante la que otras no experimentan tanta ansiedad, se puede considerar simplemente una reacción de alta intensidad, o aguda en un nivel no demasiado alto, que es puntual y no extrema. Esto no suele suponer ningún trastorno.
El problema surge cuando esta forma de reacción aguda es excesivamente intensa, como en los ataques de pánico o en las crisis de ansiedad (en los que la persona no puede controlar su ansiedad y alcanza niveles extremos), o bien cuando dicha reacción aguda se establece  como un hábito, es decir, si una reacción de ansiedad de alta intensidad se convierte en crónica, o se vuelve muy frecuente.
Una reacción aguda de ansiedad no siempre es patológica, sino que puede ser muy adaptativa. Por ejemplo, cuando la situación que la provoca requiere una fuerte reacción de alarma que prepare para la acción (si se exige una gran concentración en una tarea para la que se necesitan muchos recursos de la atención); o si requiere una gran activación a nivel fisiológico (porque se necesita tensar más los músculos, bombear mayor cantidad de sangre, más oxígeno, etc.). Dicha reacción de ansiedad ayuda a responder mejor ante esta situación.

## Ansiedad en adolescentes
La ansiedad es un trastorno muy presente hoy en día en toda la población, pero más que nunca, en la última década se han visto cifras preocupantes de la cantidad de adolescentes y niños que sufren de ansiedad. Según la Organización Mundial de la Salud (OMS), el 3.6% de los adolescentes de 10-14 años y el 4.6% de los adolescentes de 15-19 años padece de un trastorno de ansiedad. Hay gente que no sabe que lo que tiene es ansiedad. Simplemente creen que tienen un nivel alto de autoexigencia, estrés o nervios. De acuerdo al sitio web Clínica de ansiedad, el estrés es “un proceso amplio de adaptación al medio”. A diferencia del estrés, la ansiedad se define como “una reacción emocional de alerta ante una amenaza”. Ambos van relacionados de cierta manera aunque no sean lo mismo. Esto es porque la ansiedad puede llegar a generar estrés si se encuentra elevada y al mismo tiempo el estrés es una fuente muy común de ansiedad en la sociedad. Algunos factores que pueden llegar a generar que una persona sea más propensa a tener ansiedad son: drogas o alcohol, traumas no resueltos, acumulación de estrés, tener familiares con ansiedad y cierto tipo de personalidad en personas.
En cuanto a las causas, los médicos no tienen del todo claro qué es lo que causa la ansiedad, pero se ha comprobado que la gente que ya es propensa a padecer ansiedad muchas veces comienza a presentar síntomas después de un acontecimiento traumático. Además de esto, llega a pasar que en cuanto una persona comienza a sentir ansiedad, hay una causa médica que muchas veces resulta ser una enfermedad oculta grave. Por ejemplo, es usual que cuando alguien llega con síntomas de ansiedad le manden a hacerse análisis para ver si tiene una enfermedad cardíaca no diagnosticada. Esto salva vidas si se atiende a tiempo. Hay muchos niveles de ansiedad y no siempre tiene que ser tratada con medicamentos. En internet hay mucha información de cosas que se pueden hacer para disminuir sus síntomas. Desde respiraciones y meditaciones hasta ejercicios de concentración o físicos. Igual ayuda que la persona tenga una red de apoyo clara y disponible para conversar de cómo van progresando.

## Síntomas
Cuando la ansiedad se convierte en patológica provoca malestar significativo, con síntomas que afectan tanto al plano físico como al conductual y psicológico, entre los que cabe destacar:
Físicos
- vegetativos: sudoración, sequedad de boca, mareo, inestabilidad;
- neuromusculares: temblores, tensión muscular, cefaleas, parestesias;
- cardiovasculares: palpitaciones, taquicardias, dolor precordial;
- respiratorio: disnea;
- digestivos: náuseas, vómitos, dispepsia, diarrea, estreñimiento, aerofagia, meteorismo;
- genitourinarios: micción frecuente, problemas de la esfera sexual.

Psicológicos y conductuales
- aprensión, preocupación;
- Sensación de agobio;
- miedo a perder el control, a volverse loco o sensación de muerte inminente;
- dificultad de concentración, sensación de pérdida de memoria;
- inquietud, irritabilidad, desasosiego;
- conductas de evitación de determinadas situaciones;
- inhibición o bloqueo psicomotor;
- obsesiones o compulsiones.

Estos síntomas pueden interactuar entre sí. Por ejemplo, los síntomas cognitivos pueden exacerbar los síntomas fisiológicos y estos a su vez disparar los síntomas conductuales. Cabe notar que algunos síntomas de la ansiedad suelen parecerse, superponerse o confundirse con los de padecimientos no mentales, tales como la arritmia cardíaca, la hipoglucemia o la enfermedad celíaca. Se recomienda a los pacientes someterse a un examen médico completo para evaluarlos. 

### Escala de ansiedad Hamilton
La escala de ansiedad de Hamilton (HARS, por sus siglas en inglés: Hamilton Anxiety Rating Scale) se usa ampliamente en la práctica asistencial y en la investigación clínica. Se trata de una escala heteroadministrada de 14 ítems que evalúan el grado de ansiedad del paciente, cuyo esquema abreviado es el siguiente:
1. estado de ánimo ansioso: preocupaciones, irritabilidad...
2. tensión: temblores, inquietud...
3. temores: a los desconocidos, a la soledad...
4. insomnio: dificultad para dormir, sueño interrumpido...
5. intelectual (cognitivo): falta de concentración, mala memoria...
6. estado de ánimo deprimido: cambios de humor durante el día, pérdida de interés...
7. síntomas somáticos generales (musculares): dolores y molestias musculares...
8. síntomas somáticos generales (sensoriales): visión borrosa, sofocos...
9. síntomas cardiovasculares: taquicardia, dolor en el pecho...
10. síntomas respiratorios: sensación de ahogo, suspiros...
11. síntomas gastrointestinales: gases, dificultad para tragar...
12. síntomas genitourinarios: ausencia de erección, amenorrea...
13. síntomas autónomos: boca seca, palidez...
14. comportamiento en la entrevista (general y fisiológico): tenso, suspiros, temblor en las manos...[17] A través de estos 14 ítems se puede obtener dos puntuaciones diferentes las cuales corresponden con, la ansiedad psíquica (ítems 1, 2, 3, 4, 5, 6 y 14) y la ansiedad somática (ítems 7, 8, 9, 10, 11, 12 y 13). Una mayor puntuación en esta escala representa un mayor índice de ansiedad.

Se emplea a través de una entrevista semiestructurada, durante la cual el entrevistador evalúa la gravedad de los síntomas especificados en cada apartado, utilizando 5 opciones de respuesta ordinal, con rangos desde 0 (ausencia del síntoma) hasta 4 (síntoma muy grave o incapacitante).
La puntuación total, que se obtiene por la suma de las puntuaciones parciales de los 14 ítems, puede oscilar en un rango de 0 puntos (ausencia de ansiedad) a 56 (máximo grado de ansiedad). En su versión original, esta escala ha demostrado poseer unas buenas propiedades psicométricas y es ampliamente utilizada en la evaluación clínica del trastorno de ansiedad.

### Escala de ansiedad y depresión de Goldberg
Otro cuestionario ampliamente utilizado es la escala de ansiedad y depresión de Goldberg (EADG), que resulta muy sencilla de usar y de gran eficacia en la detección de trastornos de depresión o ansiedad. Además, es muy útil para la evaluación de la severidad y evolución de estos trastornos. Puede usarse también como una guía para la entrevista. Asimismo, tiene un alto valor predictivo.
Se trata de un cuestionario heteroadministrado con dos subescalas: una para detección de la ansiedad y la otra para la detección de la depresión, con 9 preguntas cada una que siguen un orden de gravedad creciente. Se debe responder a las preguntas, en función de si se ha padecido alguno de los síntomas que se mencionan en estas escalas, en los últimos 15 días previos a la realización de esta prueba. Los últimos ítems de cada escala aparecen en los pacientes con trastornos más severos. Las 5 últimas preguntas de cada escala sólo se formulan si hay respuestas positivas a las 4 primeras, que son obligatorias. La probabilidad de padecer un trastorno de ansiedad es tanto mayor cuanto mayor es el número de respuestas positivas
Los puntos de corte para valorar a alguien con un trastorno de ansiedad son más de 4 respuestas afirmativas sobre 9, mientras que para el caso de la depresión solo hacen falta 2 o más respuestas afirmativas, con respecto a los síntomas mencionados en las escalas.

### Inventario de Ansiedad de Beck (BAI)
El Inventario de Ansiedad de Beck (BAI) es una herramienta ampliamente utilizada para evaluar la gravedad de los síntomas de ansiedad en adultos y adolescentes. Fue desarrollado por Aaron T. Beck, Norman Epstein, Gary Brown y Robert A. Steer en 1988, basado en la teoría cognitiva de la ansiedad. 
El BAI consta de 21 ítems que describen diferentes manifestaciones de ansiedad, como la sensación de nerviosismo, tensión muscular, preocupación excesiva, temblores, dificultad para respirar, miedo a perder el control y otros síntomas relacionados. Cada ítem se califica en una escala de 0 a 3, donde 0 significa "nada" y 3 significa "severamente, no puedo soportarlo". Los puntajes en cada ítem se suman para obtener una puntuación total que puede variar de 0 a 63. 
El BAI se utiliza tanto en entornos clínicos como de investigación. Es una herramienta útil para evaluar y monitorear los síntomas de ansiedad a lo largo del tiempo, así como para medir la eficacia de los tratamientos. Los puntajes más altos indican una mayor gravedad de la ansiedad experimentada por la persona evaluada.
La versión en español del BAI ha sido validada y adaptada para su uso en países de habla hispana. La validación psicométrica de la versión en español se ha realizado en diversos estudios. La investigación por referencia fue la realizada por Inés Magán, Jesús Sanz y María Paz García Vera en el año 2008, en el que se examinaron las propiedades psicométricas del BAI en una muestra clínica de pacientes españoles con trastornos de ansiedad y en la que se respaldó el uso del BAI como herramienta fiable y válida para evaluar la ansiedad en la población hispanohablante.

## Diagnóstico diferencial
El primer paso ante un paciente con síntomas de ansiedad es realizar una completa evaluación, que puede incluir diversas pruebas adicionales, para excluir o confirmar la presencia de una causa orgánica subyacente o asociada, que esté provocando los síntomas de ansiedad. Para ello, se tienen en cuenta los síntomas físicos que predominan, la historia médica y psicológica previa tanto del paciente como de su familia y las enfermedades que generan trastornos de ansiedad, así como la probabilidad de que las pueda padecer.
Existe un amplio abanico de enfermedades que cursan con síntomas psiquiátricos o que pueden simular un trastorno mental. Su identificación puede llegar a resultar complicada y no siempre se realiza una adecuada evaluación del paciente.
En ocasiones, los síntomas psiquiátricos se desarrollan antes de la aparición de otros síntomas o signos más característicos de la enfermedad, como ocurre en ciertos trastornos metabólicos, e incluso pueden ser las únicas manifestaciones de la enfermedad en ausencia de cualquier otro síntoma, como ocurre en algunos casos de enfermedad celíaca o de sensibilidad al gluten no celíaca, por lo que con frecuencia no se consigue un diagnóstico correcto o este se demora durante años.
Algunos de los trastornos que cursan frecuentemente con síntomas de ansiedad incluyen:
- Trastornos mentales tales como el trastorno por déficit de atención con hiperactividad, el trastorno bipolar, la esquizofrenia, los trastornos depresivos, los trastornos disociativos y los trastornos de la personalidad.
- Trastornos endocrinos tales como el hipotiroidismo, el hipertiroidismo, la hiperprolactinemia, la psicosis posparto o el síndrome de Cushing.[21]
- Enfermedades sistémicas, inflamatorias o infecciosas, tales como la enfermedad celíaca[21][22] y la sensibilidad al gluten no celíaca (ambas cursan con frecuencia sin síntomas digestivos),[22] el lupus eritematoso sistémico, el síndrome antifosfolípidos, la mononucleosis infecciosa, la sepsis, la fiebre tifoidea, la brucelosis, la malaria, la enfermedad de Lyme o el VIH/sida.[21][22]
- Alergias.[2]
- Enfermedades gastrointestinales, tales como la enfermedad inflamatoria intestinal.[21]
- Estados carenciales por déficit de vitaminas B2, B12, D o ácido fólico.[21]
- Trastornos electrolíticos o de fluidos, tales como la hiponatremia o la hipocalcemia.[21]
- Fallo hepático, como la encefalopatía hepática.[21]
- Fallo renal, como la retención urinaria aguda.[21]
- Enfermedades respiratorias, tales como el asma, el edema pulmonar, la embolia pulmonar, el trasplante de pulmón, la enfermedad pulmonar obstructiva crónica (EPOC), el mal de altura o la hipoxemia.[21]
- Trastornos metabólicos, tales como la hipoglucemia o la hiperglucemia.[21]
- Enfermedades cardíacas, tales como las arritmias cardíacas, la insuficiencia cardíaca, la enfermedad de las arterias coronarias, el prolapso de la válvula mitral o el trasplante de corazón.[21]
- Enfermedades hematológicas, tales como la anemia, la policitemia, la leucemia o la anemia de células falciformes.[21]
- Trastornos neurológicos, tales como la enfermedad de Alzheimer, la demencia vascular, la enfermedad de Huntington, la enfermedad de Parkinson, la esclerosis múltiple, la enfermedad de Wilson, los tumores cerebrales, los accidentes vasculares cerebrales, las enfermedades vasculares cerebrales crónicas o la hidrocefalia.[21]
- Enfermedades infecciosas del cerebro, tales como la meningitis, la encefalitis o la neurosífilis.[21]
- Consumo de sustancias tóxicas, como la cafeína, la cocaína, la metanfetamina y otras drogas de síntesis. Asimismo, muchas de las personas que padecen ansiedad (sobre todo ansiedad generalizada, trastorno de angustia y fobia social), consumen alcohol con el pretendido objetivo de aliviar la sintomatología de la angustia.[2]

## Pronóstico
La evolución de los problemas de ansiedad cursa con períodos de reducción y desaparición de los síntomas durante un intervalo de tiempo variable. De la misma forma que ocurre con cualquier otra enfermedad crónica, con un tratamiento apropiado se puede convivir con este problema de manera adecuada, consiguiendo llevar una vida normal. Un tratamiento efectivo ayuda a disminuir los síntomas, mejorar la autoestima, volver a disfrutar de la vida de nuevo y prevenir recaídas, si bien pueden aparecer altibajos durante el proceso.
Los tratamientos habituales son la psicoterapia (terapia cognitivo-conductual) y la medicación (principalmente antidepresivos y ansiolíticos), que pueden ser usados o no de forma conjunta, según el trastorno que presente el paciente.

## Según la psicología cognitiva
Según la psicología cognitiva, los pensamientos generados por la ansiedad "producen distorsiones a la hora de orientarse en el mundo" y mirar la realidad.
- Pesimismo: "tendencia a focalizarse en el problema sin ser capaz de ver las soluciones".
- Generalización: "los pensamientos son tipo siempre/nunca, todo/nada".
- Pensamiento negativo: "el foco está en los aspectos negativos y se olvidan o descalifican los positivos".
- Catastrofismo: "ver los aspectos negativos de una manera excesiva y exagerada".
- Leer el pensamiento: "creen saber lo que los otros están pensando y sus motivos negativos ocultos".
- Adivinar el futuro: "tendencia a anticipar que las cosas van a salir mal".
- Comparación: "medirse con los demás para acabar siempre perdiendo y sintiéndose inferior".
- Exageración: "si alguien se equivoca una vez pasa a ser un torpe o si le sale mal una cosa le llama fracasado en todas las áreas".
- Culpabilidad: "sentir que las circunstancias desagradables que suceden siempre están en relación con uno mismo"
- Perfeccionismo: "establecer exigencias a los demás, a uno mismo o a cómo deberían ser las cosas".[26]

## Según el psicoanálisis
Desde el enfoque psicoanalítico, la ansiedad se percibe como una señal de conflicto interno entre diferentes partes de la psique: el id (ello), el ego (yo) y el superyó. Este conflicto puede originarse en experiencias tempranas, reprimidas y no resueltas, que emergen en la vida adulta bajo la forma de ansiedad.
- Conflicto interno: La ansiedad surge cuando el ego, que busca mediar entre las demandas del id (impulsos instintivos) y el superyó (normas morales internalizadas), no puede resolver eficazmente estas tensiones. Este conflicto puede ser inconsciente y manifestarse en síntomas de ansiedad.
- Mecanismos de defensa: Para manejar la ansiedad, el ego utiliza mecanismos de defensa como la represión, la negación, la proyección y la sublimación. Estos mecanismos, aunque útiles en el corto plazo, pueden conducir a una mayor ansiedad si no se abordan adecuadamente.
- Repetición compulsiva: Según Sigmund Freud, los individuos tienden a repetir patrones de comportamiento y experiencias dolorosas, buscando inconscientemente resolver conflictos pasados. Esta compulsión a la repetición puede generar ansiedad cuando los conflictos no se resuelven.
- Transferencia: En la terapia psicoanalítica, la transferencia se refiere a la reactivación de sentimientos y deseos inconscientes hacia el terapeuta, que en realidad están dirigidos a figuras significativas del pasado. Este proceso puede revelar las raíces de la ansiedad y permitir su elaboración y resolución.
- Angustia de castración: Freud describió la ansiedad como una expresión de temores profundos relacionados con la pérdida o el castigo (castración). Esta angustia se origina en la infancia y puede manifestarse en la vida adulta como miedo a la impotencia, la humillación o el fracaso.
- Complejo de Edipo: Según Freud, durante la fase fálica del desarrollo infantil, los niños experimentan el complejo de Edipo, que involucra deseos inconscientes hacia el progenitor del sexo opuesto y rivalidad con el progenitor del mismo sexo. La resolución inadecuada de este complejo puede dar lugar a ansiedad y problemas en las relaciones adultas.
- Regresión: Ante situaciones de estrés, los individuos pueden regresar a comportamientos y modos de pensamiento de etapas anteriores del desarrollo. Esta regresión puede ser una forma de manejar la ansiedad, pero también puede perpetuarla si impide el enfrentamiento de los problemas subyacentes.
- Resistencia: En el proceso terapéutico, la resistencia se refiere a las barreras inconscientes que los pacientes levantan para evitar confrontar aspectos dolorosos de su psique. La resistencia puede ser una fuente significativa de ansiedad, ya que el individuo lucha contra el reconocimiento y la integración de estos contenidos reprimidos.

## Según las neurociencias
En el 2024, Jinho Jhang, Seahyung Park, Shijia Liu y David D. O'Keefe, neurocientíficos del Instituto Salk, dirigidos por Sung Han, identificaron un circuito cerebral específico en la corteza frontal que se conecta con el tronco encefálico y que regula la respiración voluntaria y la coordina con el comportamiento y el estado emocional. Los hallazgos, que se publicaron en Nature Neuroscience, podrían ser la explicación científica de los beneficios de la yoga y de la atención plena para contrarrestar las emociones negativas. La pérdida de sueño afecta negativamente el estado de ánimo y aumenta la ansiedad, lo que quizá puede explicarse definiendo al dormir como un regulador emocional.